# 杰克·巴恩斯
杰克·巴恩斯（英語：Jack Barnes；1940年—）是一位美国共产主义者。1960年代初，他在明尼苏达州卡尔顿学院上学时加入社会主义工人党，并迅速成为该党青年翼的主要成员。1972年，巴恩斯当选为社会主义工人党全国书记。巴恩斯带领社会主义工人党于1970年代“转向工业”，于1980年代退出第四国际，于1990年代向古巴共产党靠拢。